# (300163) 2006 VW139
(300163) 2006 VW139, auch 288P/2006 VW139 oder kurz 288P genannt, ist ein Doppelasteroid des Asteroidengürtels und ein Hauptgürtelkomet. Er besteht aus zwei Teilen von jeweils etwa einem Kilometer Durchmesser, die sich auf einer stark elliptischen Bahn in einem Abstand von rund 100 km umkreisen. Das Objekt gehört zur Gruppe der untypischen Asteroiden mit kometenähnlichen Merkmalen, wie Koma und Schweif. Es ist der einzige bisher bekannte aktive Doppelasteroid mit solchen Merkmalen.
Bereits im Jahr 2011 wurden Wissenschaftler des Max-Planck-Instituts für Sonnensystemforschung in Göttingen auf das Objekt im Asteroidengürtel zwischen Mars und Jupiter aufmerksam. Als es sich im September 2016 der Erde auf rund zweihundert Millionen Kilometer angenähert hatte, ließen sie es mit dem Hubble-Weltraumteleskop beobachten. Bei der Auswertung der Daten erkannten die Forscher zwei getrennte Himmelskörper. Sie nehmen an, dass der Asteroid vor etwa 5000 Jahren durch die eigene Rotation in die heutigen zwei Teile auseinandergebrochen ist.